# 達古武湖

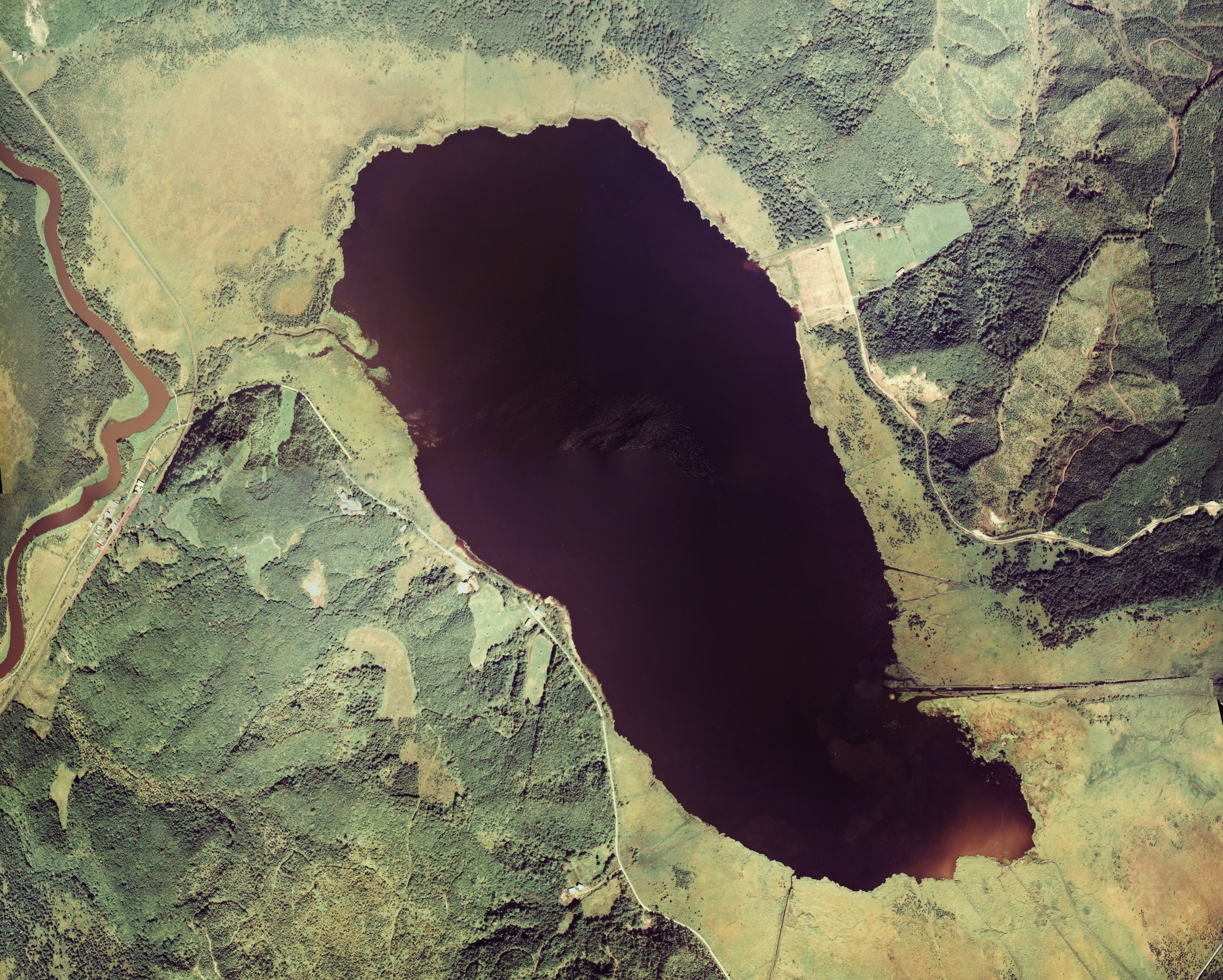
達古武湖周辺の空中写真。1977年撮影の6枚を合成作成。
。

達古武湖（たっこぶこ）は、北海道東部、釧路町にある淡水湖。釧路湿原国立公園に含まれる。達古武沼とも呼ばれる。

## 地理
- 流入河川 : 主な流入河川として達古武川が南東から流入する他に、中小河川が何本か流入する。
- 流出河川 : 沼北西の釧路川に流出する。

## 名称の由来
アイヌ語の「タㇷ゚コㇷ゚（tapkop）」（ぽこんと盛り上がっている小山）に由来すると考えられ、湖の北側に釧路川に向かって伸びる丘陵の先が盛り上がっている様を表しているとされる。

## 歴史
成因は海の後退による海跡湖。元内閣総理大臣である米内光政と元海軍制服組によって1946年（昭和21年）4月、北海道牧場株式会社（通称　霞ヶ関牧場）が発足したが、1952年（昭和27年）に経営破綻。現在、農場跡地はオートキャンプ場に転用されている。
元の農場主の、杉田巻太郎（大垣共立銀行監査役）は、明治末期に安田善次郎の勧めでこの地を購入した。杉田巻太郎は別荘を設置していた。太平洋戦争終戦後、杉田巻太郎の子にあたる杉田主馬（米内の海軍大臣期の副官）、小島秀雄（元海軍少将・ドイツ駐在武官）、麻生孝雄（米内大臣副官）の勧めで米内が経営に参加する。米内の死後、農地は竹中工務店（米内の三女和子の夫が竹中家16代目・竹中錬一）が所有し、1962年、地元の農家に一部を売却、その後全てを売却。現在オートキャンプ場となっている。

## 自然
釧路湿原国立公園の指定区域。
1970年代の魚類調査では、スナヤツメ、イトウ、アメマス、エゾイワナ、ワカサギ、ウグイ、エゾウグイ、ヤチウグイ、コイ、フナ、ウナギ、イバラトミヨ、ウキゴリ、ジュズカケハゼ、ヌマチチブ、ハナカジカが見られた。冬季はワカサギ釣りが盛んである。
- 鳥類:オジロワシ、アオサギ、トビ、タンチョウなど。
- 外来種であるウチダザリガニの侵入が確認されている。
- 絶滅危惧種の藻類マリモが生息している。
- 付近は釧路湿原再生事業の対象地に指定されている。

## 利用
北東岸にオートキャンプ場が整備されており、カヌーなどが利用できる。

## 交通
- 北海道旅客鉄道（JR北海道）釧網本線
  - 細岡駅下車。